# American Racing Series 1990
De 1990 Firestone American Racing Series Kampioenschap was het vijfde kampioenschap van de Indy Lights.

## Teams en rijders
De teams reden met een March 86A-chassis en een 3.5 L Buick V6-motor.
| Team                       | Nr. | Rijder              | Sponsor(s)                                   | Opmerkingen                                                                                |
| -------------------------- | --- | ------------------- | -------------------------------------------- | ------------------------------------------------------------------------------------------ |
| Leading Edge Motorsports   | 1   | Peter Lockhart      | Sony Audio                                   | Reed de eerste twee races                                                                  |
| Leading Edge Motorsports   | 1   | John Marconi        |                                              | Reed alleen in Laguna Seca                                                                 |
| Leading Edge Motorsports   | 1   | Rusty Scott         | Rocky Mountain Bank Note                     | Reed alleen Denver                                                                         |
| Leading Edge Motorsports   | 2   | Robbie Buhl         | Copper & Brass Sales / Hoechst Celanese      |                                                                                            |
| Leading Edge Motorsports   | 88  | Mark Rodrigues      | Valley Motor Center / Goodwrench             |                                                                                            |
| Genoa Racing               | 1   | Tommy Byrne         | Diemme                                       | Reed alleen in Portland                                                                    |
| Genoa Racing               | 36  | Tommy Byrne         | Diemme                                       | Reed de eerste vier races                                                                  |
| Genoa Racing               | 36  | Vinicio Salmi       | Diemme                                       | Reed in Portland, New Jersey, Toronto, Denver, Vancouver, Wisconsin en Laguna Seca         |
| Stuart Moore Racing        | 4   | Steve Shelton       | Justin Entertainment                         | Reed de eerste twee races                                                                  |
| Stuart Moore Racing        | 4   | Cathy Muller        | Rain-X                                       | Reed in Detroit, Portland, Cleveland, New Jersey en Toronto                                |
| Stuart Moore Racing        | 19  | Cathy Muller        | Rain-X                                       | Reed alleen in Milwaukee                                                                   |
| Stuart Moore Racing        | 25  | Marty Roth          | Avron Group                                  | Reed de laatste drie races niet                                                            |
| P.I.G. Racing              | 5   | Ted Prappas         | Say No To Drugs                              |                                                                                            |
| P.I.G. Racing              | 21  | P.J. Jones          | American Racing Wheels                       |                                                                                            |
| P.I.G. Racing              | 77  | Mark Ritchey        | Federal Truck Driving                        |                                                                                            |
| TrueSports Racing          | 6   | Colin Trueman       | Sisapa Records                               | Reed in Phoenix, Long Beach, Detroit, Portland en Cleveland                                |
| Ganassi-Stimola Racing ARS | 7   | Eric Bachelart      | Toshiba                                      | Reed in Phoenix, Long Beach, Milwaukee, Detroit, Cleveland, Vancouver en Wisconsin         |
| Ganassi-Stimola Racing ARS | 15  | Justin Bell         | Aztech Young & Co. / SRI / Hugo Boss         | Reed in Long Beach, Milwaukee, Detroit, Cleveland, New Jersey, Toronto, Denver en Mid-Ohio |
| TEAMKAR International      | 8   | Kenji Momota        |                                              | Reed de eerste twee races                                                                  |
| TEAMKAR International      | 8   | Brian Bonner        | Revo                                         | Reed alleen in Detroit                                                                     |
| Essex Racing               | 9   | Jay Cochran         | Body Glove                                   | Reed de eerste vier races                                                                  |
| Essex Racing               | 9   | Johnny O'Connell    | McNeill                                      | Reed alleen de laatste race                                                                |
| Baci Racing                | 10  | Hunter Jones        | Take Care / Moison                           | Reed in Phoenix, Long Beach, Milwaukee, Detroit en Toronto                                 |
| Baci Racing                | 10  | John Brooks         | HASA Chemicals                               | Reed alleen in Denver                                                                      |
| Baci Racing                | 10  | E.J. Lenzi          |                                              | Reed in Wisconsin en Pennsylvania                                                          |
| Baci Racing                | 19  | E.J. Lenzi          | Reed alleen in Long Beach                    |                                                                                            |
| Baci Racing                | 19  | Arthur Abrahams     | Reed alleen in Phoenix                       |                                                                                            |
| Groff Racing               | 11  | Robbie Groff        | Northwest Excavating / Condor                | Reed niet in Vancouver                                                                     |
| Evergreen Racing           | 12  | Mark Smith          | Evergreen Aviation                           |                                                                                            |
| Dave White Motorsports     | 14  | Dave Kudrave        |                                              | Reed alleen de eerste twee races                                                           |
| Cameron-McGee Motorsports  | 16  | Bob Dorricott jr.   |                                              | Reed alleen de laatste race                                                                |
| Glass Racing               | 18  | Cheryl Glass        | Bardahl                                      | Reed alleen de laatste twee races                                                          |
| Landford Racing            | 22  | Tom Christoff       | STP                                          |                                                                                            |
| Landford Racing            | 90  | Paul Tracy          | Penton Construction / Sherwin Williams / STP |                                                                                            |
| Bradley Motorsports        | 26  | Mike Snow           | Bradley Food Marts                           |                                                                                            |
| Bradley Motorsports        | 29  | Dale Evans          | Bradley Food Marts                           |                                                                                            |
| Thieman Racing             | 27  | Mitch Thieman       | Tecate Beer / Portland Buick Dealers         | Reed in Phoenix, Long Beach en Portland                                                    |
| R & K Racing               | 33  | Steve Barclay       |                                              | Reed alleen in Phoenix                                                                     |
| R & K Racing               | 33  | Johnny O'Connell    | Glidden / Menards                            | Reed alleen in Long Beach                                                                  |
| Roquin Motorsports         | 64  | Roberto Quintanilla | Transportes Quintanille                      | Reed niet in Cleveland, New Jersey en Vancouver                                            |
| McNeill Motorsports        | 88  | Mark Rodrigues      | Valley Motor Center / Goodwrench             | Reed in Cleveland, New Jersey en Vancouver                                                 |
| McNeill Motorsports        | 89  | Cathy Muller        | Rain-X                                       | Reed de eerste twee races                                                                  |
| McNeill Motorsports        | 89  | Steve Shelton       | Justin Entertainment                         | Reed alleen in Toronto                                                                     |

## Races
| Race | Datum        | Circuit                        | Locatie             |
| ---- | ------------ | ------------------------------ | ------------------- |
| 1    | 7 April      | Phoenix International Raceway  | Phoenix, AZ         |
| 2    | 22 April     | Long Beach street circuit      | Long Beach, CA      |
| 3    | 3 Juni       | Milwaukee Mile                 | West Allis, WI      |
| 4    | 17 Juni      | Belle Isle Raceway             | Detroit, MI         |
| 5    | 24 Juni      | Portland International Raceway | Portland, OR        |
| 6    | 8 Juli       | Grand Prix of Cleveland        | Cleveland, OH       |
| 7    | 15 Juli      | Meadowlands Sports Complex     | East Rutherford, NJ |
| 8    | 22 Juli      | Exhibition Place               | Toronto, ON         |
| 9    | 26 Augustus  | Denver street circuit          | Denver, CO          |
| 10   | 2 September  | Molson Indy Vancouver          | Vancouver, BC       |
| 11   | 16 September | Mid-Ohio Sports Car Course     | Lexington, OH       |
| 12   | 23 September | Road America                   | Elkhart Lake, WI    |
| 13   | 7 Oktober    | Nazareth Speedway              | Nazareth, PE        |
| 14   | 21 Oktober   | Laguna Seca Raceway            | Monterey, CA        |

## Race resultaten
| Race | Race naam    | Pole positie | Snelste ronde | Meeste ronden aan de leiding | Winnende rijder | Winnende team       |
| ---- | ------------ | ------------ | ------------- | ---------------------------- | --------------- | ------------------- |
| 1    | Phoenix      | Mark Smith   | ?             | Paul Tracy                   | Paul Tracy      | Landford Racing     |
| 2    | Long Beach   | Paul Tracy   | ?             | Paul Tracy                   | Paul Tracy      | Landford Racing     |
| 3    | Milwaukee    | Robbie Buhl  | ?             | Paul Tracy                   | Paul Tracy      | Landford Racing     |
| 4    | Belle Isle   | Paul Tracy   | ?             | Paul Tracy                   | Tommy Byrne     | Genoa Racing        |
| 5    | Portland     | Paul Tracy   | ?             | Paul Tracy                   | Paul Tracy      | Landford Racing     |
| 6    | Cleveland    | Paul Tracy   | ?             | Paul Tracy                   | Paul Tracy      | Landford Racing     |
| 7    | New Jersey   | Paul Tracy   | ?             | Paul Tracy                   | Paul Tracy      | Landford Racing     |
| 8    | Toronto      | Ted Prappas  | ?             | Paul Tracy                   | Paul Tracy      | Landford Racing     |
| 9    | Denver       | P.J. Jones   | ?             | Robbie Buhl                  | Mark Rodrigues  | McNeill Motorsports |
| 10   | Vancouver    | Paul Tracy   | ?             | Paul Tracy                   | Vinicio Salmi   | Genoa Racing        |
| 11   | Ohio         | Robbie Buhl  | ?             | Paul Tracy                   | Paul Tracy      | Landford Racing     |
| 12   | Elkhart Lake | Mike Snow    | ?             | Paul Tracy                   | Paul Tracy      | Landford Racing     |
| 13   | Pennsylvania | Robbie Buhl  | ?             | Robbie Groff                 | Robbie Groff    | Groff Motorsports   |
| 14   | Monterey     | Paul Tracy   | ?             | Ted Prappas                  | Ted Prappas     | P.I.G. Racing       |

## Uitslagen
| Pos | Rijder              | PHX | LBH | MIL | DET | POR | CLE | MWL | TOR | DEN | VAN | MDO | ROA | NAZ | LS  | Punten |
| --- | ------------------- | --- | --- | --- | --- | --- | --- | --- | --- | --- | --- | --- | --- | --- | --- | ------ |
| 1   | Paul Tracy          | 1*  | 1*  | 1*  | 10* | 1*  | 1*  | 1*  | 1*  | 15  | 5*  | 1*  | 1*  | 10  | 15  | 214    |
| 2   | Ted Prappas         | 4   | 8   | 4   | 5   | 5   | 5   | 2   | 2   | 11  | 10  | 11  | 12  | 3   | 1*  | 135    |
| 3   | Mark Smith          | 2   | 2   | 9   | 11  | 6   | 4   | 10  | 6   | 9   | 2   | 9   | 3   | 5   | 5   | 128    |
| 4   | Robbie Buhl         | 22  | 13  | 2   | 18  | 9   | 6   | 4   | 11  | 2*  | 6   | 2   | 2   | 2   | 16  | 118    |
| 5   | Robbie Groff        | 8   | 6   | 3   | 7   | 12  | 9   | 9   | DNS | 10  |     | 3   | 5   | 1*  | 3   | 104    |
| 6   | Mike Snow           | 20  | 21  | 12  | 3   | 3   | 7   | 3   | 14  | 8   | 12  | 6   | 8   | 9   | 2   | 89     |
| 7   | Mark Rodrigues      | 10  | 18  | 7   | 19  | 16  | 11  | 8   | 9   | 1   | 7   | 5   | 6   | 4   | 14  | 76     |
| 8   | P.J. Jones          | 13  | 17  | 5   | 12  | 2   | 2   | 12  | 3   | 12  | 11  | 12  | 13  | 8   | 13  | 68     |
| 8   | Vinicio Salmi       |     |     |     |     | 8   |     | 11  | 4   | 3   | 1   |     | 10  |     | 4   | 68     |
| 10  | Eric Bachelart      | 3   | 11  | 15  | 2   |     | 3   |     |     |     | 8   |     | 4   |     |     | 63     |
| 11  | Tom Christoff       | 15  | 15  | 10  | 13  | 13  | 10  | 6   | 13  | 6   | 4   | 4   | 9   | 6   | 12  | 59     |
| 11  | Marty Roth          | 5   | 24  | 16  | 6   | 14  | 14  | 7   | 7   | 4   | 3   | 10  |     |     |     | 59     |
| 13  | Tommy Byrne         | 9   | 3   | 6   | 1   | 7   |     |     |     |     |     |     |     |     |     | 52     |
| 14  | Roberto Quintanilla | 16  | 14  | 11  | 15  | 11  |     |     |     | 5   | 9   | 7   | 7   |     | 6   | 38     |
| 15  | Justin Bell         |     | 9   | 13  | 4   |     | 8   | 13  | 10  | 13  |     | 8   |     |     |     | 29     |
| 16  | Cathy Muller        | 12  | 7   | 17  | 16  | 15  | 12  | 5   | 5   |     |     |     |     |     |     | 28     |
| 17  | Steve Shelton       | 4   | 4   |     |     |     |     |     | 12  |     |     |     |     |     |     | 21     |
| 18  | Hunter Jones        | 7   | 12  | 8   | 17  |     |     |     | 8   |     |     |     |     |     |     | 17     |
| 19  | Johnny O'Connell    |     | 5   |     |     |     |     |     |     |     |     |     |     |     | 7   | 16     |
| 20  | Mitch Thieman       | 14  | 25  |     |     | 4   |     |     |     |     |     |     |     |     |     | 12     |
| 21  | Colin Trueman       | 18  | 16  |     | 9   | 10  | 13  |     |     |     |     |     |     |     |     | 7      |
| 22  | John Brooks         |     |     |     |     |     |     |     |     | 7   |     |     |     |     |     | 6      |
| 22  | Cheryl Glass        |     |     |     |     |     |     |     |     |     |     |     |     | 7   | DNS | 6      |
| 24  | Brian Bonner        |     |     |     | 8   |     |     |     |     |     |     |     |     |     |     | 5      |
| 24  | Dave Kudrave        | 11  | 10  |     |     |     |     |     |     |     |     |     |     |     |     | 5      |
| 24  | John Marconi        |     |     |     |     |     |     |     |     |     |     |     |     |     | 8   | 5      |
| 27  | Mark Ritchey        |     |     |     |     |     |     |     |     |     |     |     |     |     | 9   | 4      |
| 27  | E.J. Lenzi          |     | 22  |     |     |     |     |     |     |     |     |     | 11  | 11  |     | 4      |
| 29  | Bob Dorricott jr.   |     |     |     |     |     |     |     |     |     |     |     |     |     | 10  | 3      |
| 30  | Dale Evans          |     |     |     |     |     |     |     |     |     |     |     |     |     | 11  | 2      |
| 30  | Arthur Abrahams     | 21  |     |     |     |     |     |     |     |     |     |     |     |     |     | 0      |
| 30  | Steve Barclay       | 19  |     |     |     |     |     |     |     |     |     |     |     |     |     | 0      |
| 30  | Jay Cochran         | 24  | 23  | 14  | 14  |     |     |     |     |     |     |     |     |     |     | 0      |
| 30  | Peter Lockhart      | 23  | 19  |     |     |     |     |     |     |     |     |     |     |     |     | 0      |
| 30  | Kenji Momota        | 17  | 20  |     |     |     |     |     |     |     |     |     |     |     |     | 0      |
| 30  | Rusty Scott         |     |     |     |     |     |     |     |     | 14  |     |     |     |     |     | 0      |
| Pos | Rijder              | PHX | LBH | MIL | DET | POR | CLE | MWL | TOR | DEN | VAN | MDO | ROA | NAZ | LS  | Punten |

| Kleur       | Resultaat                       |
| ----------- | ------------------------------- |
| Goud        | Winnaar                         |
| Zilver      | 2de plaats                      |
| Brons       | 3de plaats                      |
| Groen       | 4de en 5de plaats               |
| Lichtblauw  | 6de–10de plaats                 |
| Donkerblauw | Gefinisht (buiten de Top 10)    |
| Paars       | Niet gefinisht                  |
| Rood        | Niet gekwalificeerd (DNQ)       |
| Bruin       | Teruggetrokken (Wth)            |
| Zwart       | Gediskwalificeerd (DSQ)         |
| Wit         | Niet Gestart (DNS)              |
| Blank       | Nam geen deel aan de race (DNP) |
| Blank       | Niet geracet                    |

| Toegevoegde info    |                                                      |
| vet                 | Pole positie (1 punt)                                |
| cursief             | Snelste ronde                                        |
| *                   | Meeste ronden aan de leiding (2 punten)              |
| 1                   | Kwalificatie geannuleerd geen bonuspunten uitgedeeld |
| Rookie van het Jaar |                                                      |
| Rookie              |                                                      |

| Kleur       | Resultaat                       |
| ----------- | ------------------------------- |
| Goud        | Winnaar                         |
| Zilver      | 2de plaats                      |
| Brons       | 3de plaats                      |
| Groen       | 4de en 5de plaats               |
| Lichtblauw  | 6de–10de plaats                 |
| Donkerblauw | Gefinisht (buiten de Top 10)    |
| Paars       | Niet gefinisht                  |
| Rood        | Niet gekwalificeerd (DNQ)       |
| Bruin       | Teruggetrokken (Wth)            |
| Zwart       | Gediskwalificeerd (DSQ)         |
| Wit         | Niet Gestart (DNS)              |
| Blank       | Nam geen deel aan de race (DNP) |
| Blank       | Niet geracet                    |

| Toegevoegde info    |                                                      |
| vet                 | Pole positie (1 punt)                                |
| cursief             | Snelste ronde                                        |
| *                   | Meeste ronden aan de leiding (2 punten)              |
| 1                   | Kwalificatie geannuleerd geen bonuspunten uitgedeeld |
| Rookie van het Jaar |                                                      |
| Rookie              |                                                      |

| Positie | 1  | 2  | 3  | 4  | 5  | 6 | 7 | 8 | 9 | 10 | 11 | 12 |
| ------- | -- | -- | -- | -- | -- | - | - | - | - | -- | -- | -- |
| Punten  | 20 | 16 | 14 | 12 | 10 | 8 | 6 | 5 | 4 | 3  | 2  | 1  |

1986 ·
1987 ·
1988 ·
1989 ·
1990 ·
1991 ·
1992 ·
1993 ·
1994 ·
1995 ·
1996 ·
1997 · 
1998 ·
1999 ·
2000 ·
2001 ·
2002 ·
2003 ·
2004 ·
2005 ·
2006 ·
2007 ·
2008 ·
2009 ·
2010 ·
2011 ·
2012 ·
2013 ·
2014 ·
2015 ·
2016 ·
2017 ·
2018 ·
2019 ·
2020 ·
2021 ·
2022 ·
2023 ·
2024 ·
2025

Lijst van coureurs